# Asile de nuit de Reims
L' Asile de nuit de Reims , de Reims était  située 10 rue Goïot (ancienne Rue des Créneaux) à Reims, en France.
Il avait pour objectif d’offrir un abri gratuit et temporaire pour la nuit, avec distribution de soupe si les ressources le permettent, à tout homme ou à toute femme sans asile quels que soient son âge, sa nationalité et sa religion.

## Histoire
En 1880, la Société du Grand-Bailla ouvre une souscription pour la création d’un asile de nuit.
Les dons et promesses de dons affluent et la société de « L’œuvre de l’Hospitalité de nuit » est créé.
La municipalité de Reims fait don d’un terrain.
La construction est rapidement entreprise sur les plans de l’architecte Armand Bègue.
L’asile a ouvert le 10 décembre 1891.
Pendant la grande Guerre, le bâtiment  de l’Asile de nuit est sévèrement touché.
De 1963 à la fin de l’année 2011 et jusqu'au déménagement au 2 rue de Taissy, l’Armée du Salut occupe les locaux de l’Asile de Nuit, propriété du CCAS de Reims.

## Description des bâtiments
Le bâtiment principal est en forme de rectangle sur trois niveaux avec un sous sol, un rez-de-chaussée et deux étages.
Un bâtiment annexe possède des douches, une consigne et une étuve.
Le bâtiment principal comporte deux plaques aves les textes suivants :
- « Cet asile a été construit & meublé aux frais de Mr Victor BOURGE qui en a fait don à l'oeuvre de l'Hospitalité de nuit le 21 Novembre 1890 ».
- » L'œuvre de l'Hospitalité de nuit De la bouchée de pain et du lit individuel a été fondée à Reims sur l'initiative de la société du Grand BAILLA le 4 Août 1890 ».

## Fonctionnement
Les conditions d'hébergement de l'œuvre stipulaient qu'on y était reçu que la nuit et seulement pendant trois nuits consécutives au maximum, on était reçu de nouveau qu’après une période de deux mois.

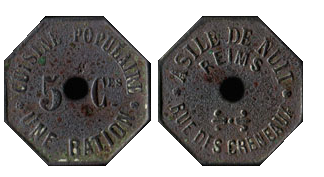
Jeton de l'Asile de Nuit.
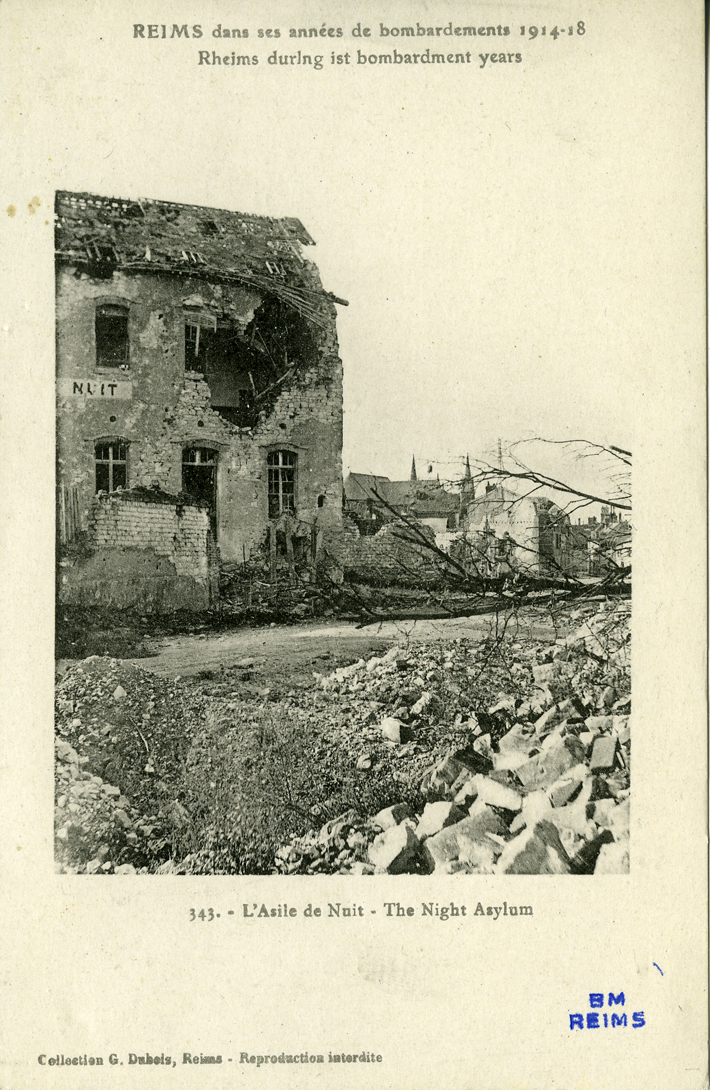
L'Asile de Nuit bombardé.
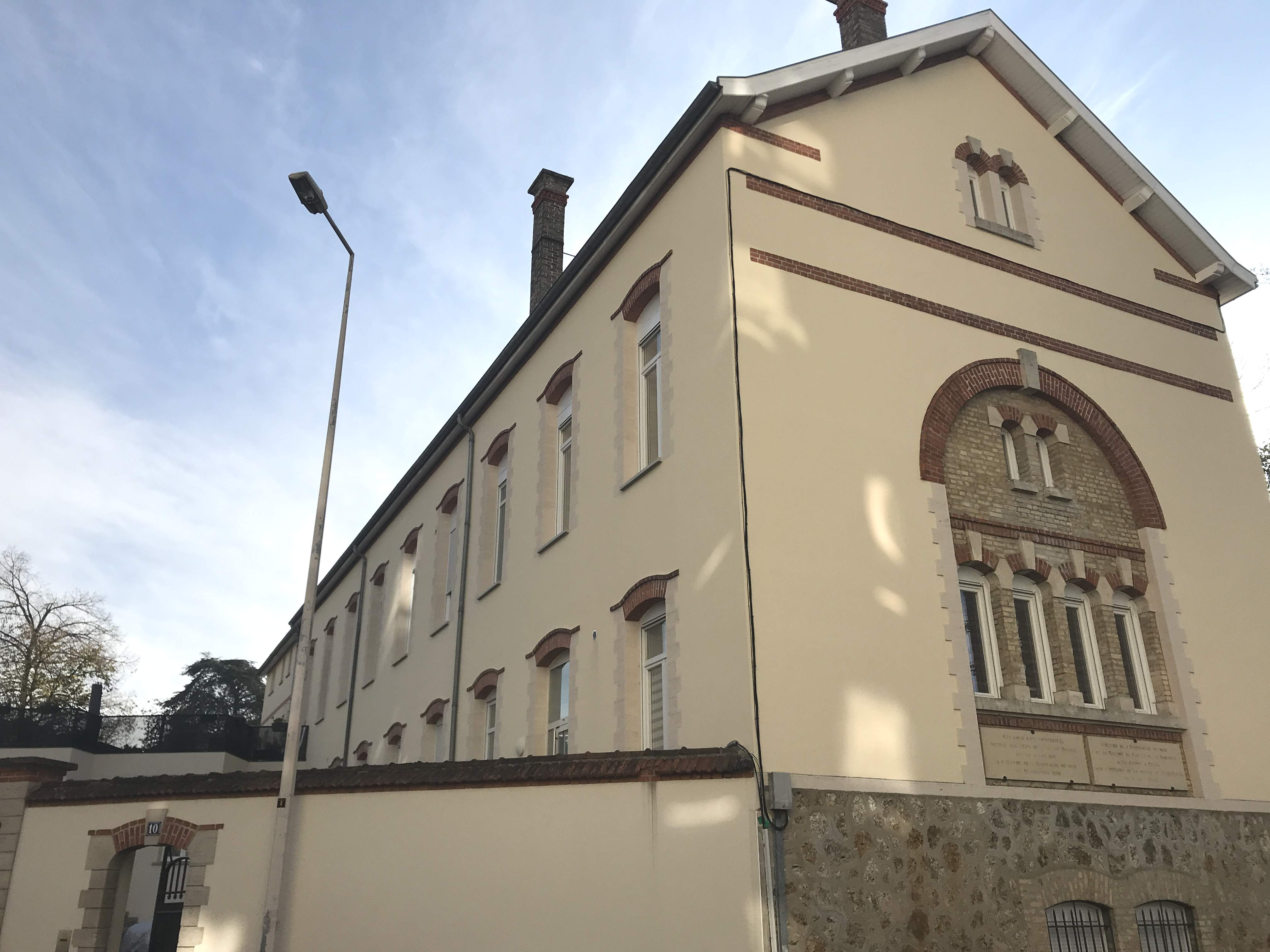
Bâtiment de l'ancien Asile de nuit de la rue Goïot en 2021.
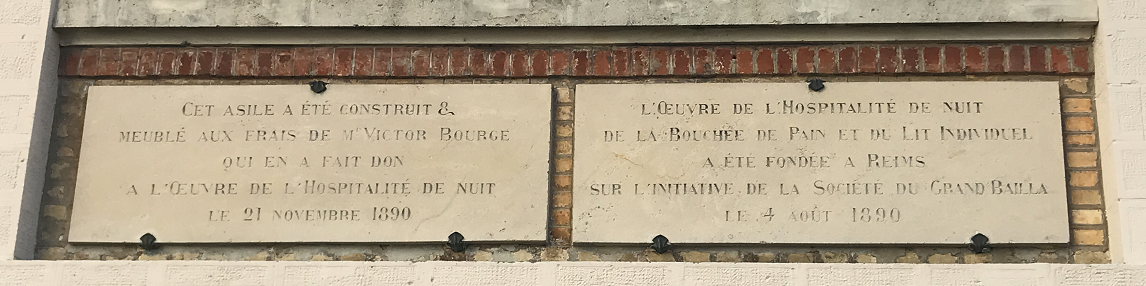
Plaque mémoriale Asile de Nuit.